# Joseph Limburg
Joseph Limburg (Den Haag, 29 december 1866 - Den Haag, 15 mei 1940) was een Nederlandse advocaat en politicus.

## Familie
Limburg groeide op in een joods middenstandsgezin. Hij was een zoon van de koopman Elkan Limburg (1821-1906) en Jansje van Raalte (1837-1915). Hij was een volle neef van de architect en naamgenoot Jo Limburg (1864-1945). Hij trouwde met Nannette Limburg, uit dit huwelijk werd een zoon geboren.

## Loopbaan
Limburg studeerde rechtsgeleerdheid aan de Universiteit Leiden en promoveerde in 1890 op zijn dissertatie Strafbare opruiing. Hij vestigde zich als advocaat in zijn geboorteplaats. In 1898 verdedigde hij Pieter Jelles Troelstra, die wegens belediging van de officier van justitie in Leeuwarden terechtstond. Hij was rechter-plaatsvervanger van Arrondissementsrechtbank in Den Haag (1898-1926). Limburg had tal van nevenfuncties, hij was onder meer lid van het Algemeen College van Toezicht, Bijstand en Advies voor het Rijks tucht- en opvoedingswezen (1903-1925), voorzitter en mede-oprichter van het curatorium "Het Nederlandsch Lyceum" te 's-Gravenhage (1909-1940), deken van de Orde van Advocaten bij de Hoge Raad (vanaf 1921), lid van de Raad van Defensie (1922-1940), voorzitter van de Commissie van Advies voor Volkenrechtelijke vraagstukken (1924-1940), lid van de Staatscommissie voorbereiding Codificatie Internationaal Privaatrecht (1924-1940) en voorzitter van de Bond van Verenigingen voor Volkenbond en Vrede.

### Politieke carrière
Hij was lid van de Vrijzinnig-Democratische Bond en bekleedde diverse functies binnen de partij; hij was fractiesecretaris in de Tweede Kamer (1909-1916), ondervoorzitter (1916-1918) en voorzitter (1919-1920) van de VDB.
Hij werd lid van de Provinciale Staten van Zuid-Holland (1904-1926) en werd verkozen tot lid van de Gedeputeerde Staten (1907-1926). Van 1905 tot 1918 was hij lid van de Tweede Kamer der Staten-Generaal. Hij hield zich als Kamerlid onder meer bezig met justitie, arbeidszaken en onderwijs. Samen met Willem Albarda (SDAP), Max Bongaerts (R.K.) en Alexander de Savornin Lohman (CHU) bracht hij in 1917 een initiatiefwet tot wijziging van de Hoger-Onderwijswet tot stand, waardoor afgestudeerden aan de hbs toegang kregen tot de universitaire studies wis- en natuurkunde en geneeskunde.
Hij was in 1923 een serieuze kandidaat voor het burgemeesterschap van Rotterdam, maar bedankte daarvoor. In 1926 werd Limburg benoemd tot formateur. Zijn poging om een kabinet te vormen mislukte op het allerlaatste moment. De namen van de ministers waren al bekend, maar de CHU weigerde in te stemmen met de oplossing voor het geschil over het gezantschap bij de Paus. Hij was zelf de beoogde minister van Justitie.
Limburg ontving diverse onderscheidingen. Hij werd benoemd tot Commandeur in de Orde van Oranje-Nassau (1929) en Commandeur in de Orde van de Nederlandse Leeuw (1936). Hij overleed in 1940 op 73-jarige leeftijd.
- Biografisch Portaal: 27722621
- Digitale Bibliotheek voor de Nederlandse Letteren: limb015
- International Standard Name Identifier: 0000 0003 9788 561X
- Nederlandse Thesaurus van Auteursnamen: 068778775
- Parlement.com: vg09ll2w05ts
- Système universitaire de documentation: 135450446
- Virtual International Authority File: 66832998
- WorldCat: E39PBJhMg7Q6Djdv3VRTqhfg8C